# Panagia

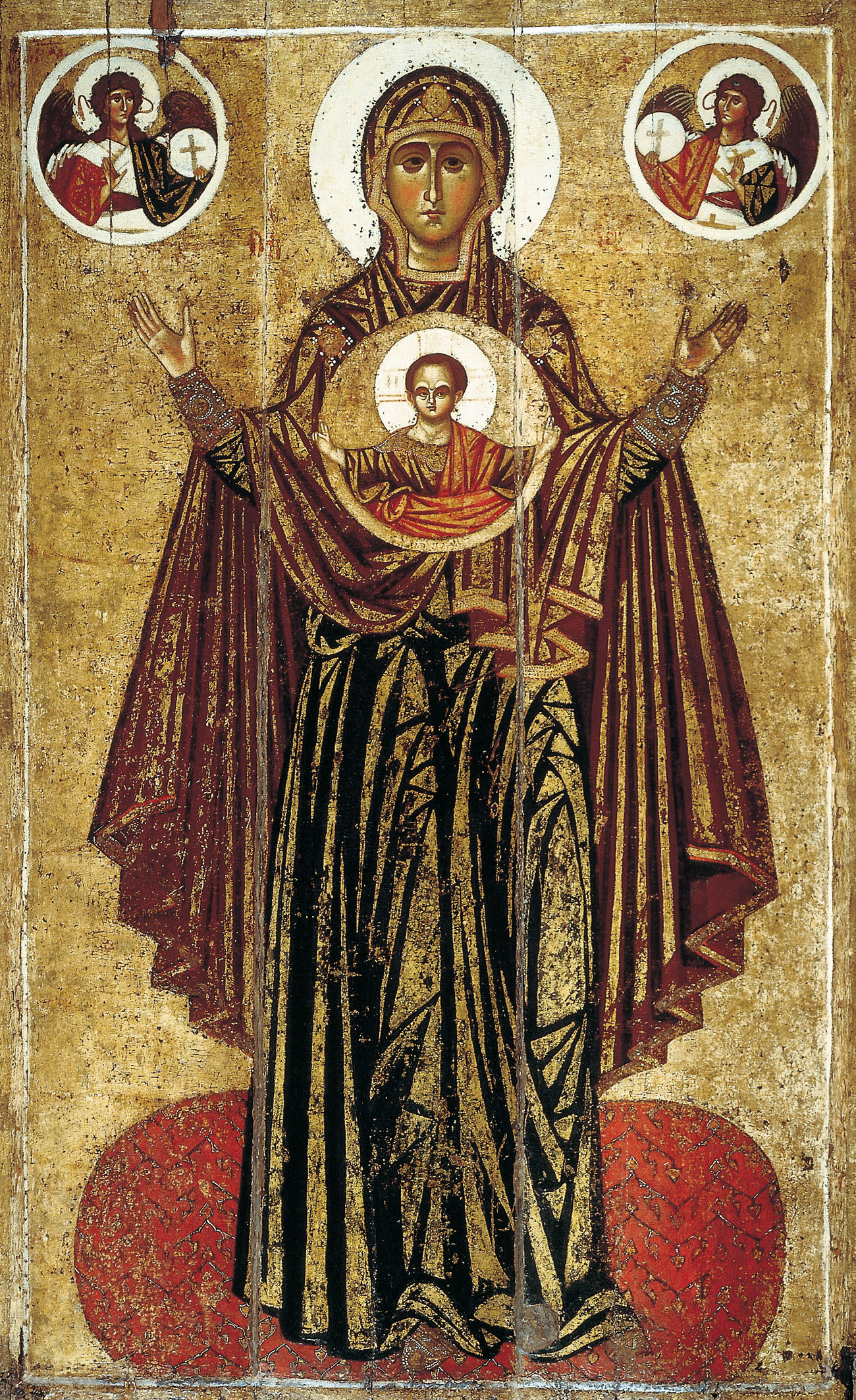
Một Panagia có từ thế kỷ XIII ở Yaroslavl.

Panagia (Tiếng Hy Lạp: Παναγία, fem của panágios, pan-+ hágios, Đấng Toàn Thánh, phát âm là "Pah-nah-YEE-ah"), cũng được chuyển tự thành Panayia hoặc Panaghia, là một trong những danh hiệu của Đức Maria, Mẹ của Chúa Giêsu, được sử dụng đặc biệt trong Kitô giáo. Nhất là Chính thống giáo. Trong giáo hội Chính Thống, các nhà thờ dành riêng cho Maria được gọi là Panagia. Ở đây Mẹ Maria được coi là linh thiêng nhất trong tất cả mọi người và do Người trỗi vượt hơn so với các thánh, nghĩa là một "Thánh bậc nhất". Danh hiệu này ít khi được sử dụng trong giáo hội Tây Phương.
Panagia cũng là một thuật ngữ để chỉ một loại biểu tượng về Theotokos, trong đó hình ảnh Đức Mẹ được vẽ trực diện với người xem, hai cánh tay giơ lên, lòng bàn tay hướng ra ngoài và một huy hiệu mang hình ảnh của Chúa Kitô như một đứa trẻ được đặt trước ngực. Huy hiệu này tượng trưng cho Chúa Giêsu ở trong cung lòng của Maria tại thời điểm của mầu nhiệm Nhập Thể.
Đây là loại biểu tượng cũng được gọi là Platytéra (Tiếng Hy Lạp: Πλατυτέρα, nghĩa đen là: mở rộng hoặc rộng lớn hơn): bao hàm cả việc chứa đựng "Đấng Tạo Hóa của vũ trụ" trong lòng mình, Maria đã trở thành Platytera ton ouranon (Πλατυτέρα τῶν Ουρανῶν), "Bao hàm cả Thiên Chúa". Điều này đôi khi cũng được gọi là "Rất Thánh Đồng Trinh Dấu Chỉ" hoặc "Đức Mẹ Dấu Chỉ", một tham chiếu đến Isaiah 07:14:
Vì vậy, Thiên Chúa sẽ ban một dấu chỉ cho các ngươi, này đây một trinh nữ sẽ thụ thai và sinh một con trai, được đặt tên là Em-ma-nu-en
Một hình ảnh Đức Maria như vậy thường được đặt ở bên trong của hậu cung trên bàn thờ của nhà thờ Chính thống giáo. Ngược lại với các bức khảm tôn giáo thường có nền vàng, Platytera thường được mô tả trên một nền màu xanh sẫm, đôi khi chấm với ngôi sao vàng: một tham chiếu đến thiên đàng.
Như với hầu hết các biểu tượng chính thống của Đức Maria, các chữ cái ΜΡ ΘΥ (viết tắt của Μ ΗΤΗ Ρ Θ ΕΟ Υ, "Mẹ Thiên Chúa") thường được đặt phía trên bên trái và bên phải vầng hào quang của Maria.